# Cucullia argentivitta
Cucullia argentivitta är en fjärilsart som beskrevs av George Francis Hampson 1905. Cucullia argentivitta ingår i släktet Cucullia och familjen nattflyn. Inga underarter finns listade i Catalogue of Life.